# Sommet du G7 de 1989
Pour un article plus général, voir Sommet du G8.
Le sommet du G7 1989, 15e réunion du G7, réunit les dirigeants des 7 pays démocratiques les plus industrialisés, ou G7, du  14 au 16 juillet 1989, dans le quartier d'affaires français de La Défense.

## Histoire
Le sommet est un des premiers sujets abordés après la victoire de François Mitterrand en mai 1988. Le sherpa du président, Jacques Attali, propose que le sommet ait lieu le 14 juillet, pour que la fête nationale française soit médiatisée dans le monde entier.
Il débute le jour de la célébration du Bicentenaire de la Révolution française ; les dirigeants invités assistent le soir même, place de la Concorde, à la parade organisée sur les Champs-Élysées.
Un dîner d'État français réunissant les sept dirigeants a lieu sous la pyramide du Louvre récemment construite.

## Participants
| Participants au G7            |                            |                     |                      |
| Membre                        | Membre                     | Représenté par      | Fonction             |
| Drapeau du Canada             | Canada                     | Brian Mulroney      | Premier ministre     |
| Drapeau de la France          | France                     | François Mitterrand | Président            |
| Drapeau de l'Allemagne        | Allemagne de l'Ouest (RFA) | Helmut Kohl         | Chancelier           |
| Drapeau de l'Italie           | Italie                     | Ciriaco de Mita     | Président du Conseil |
| Drapeau du Japon              | Japon                      | Sōsuke Uno          | Premier ministre     |
| Drapeau du Royaume-Uni        | Royaume-Uni                | Margaret Thatcher   | Premier ministre     |
| Drapeau des États-Unis        | États-Unis                 | George H. W. Bush   | Président            |
| Drapeau de l’Union européenne | Commission européenne      | Jacques Delors      | Président            |